# Good Feeling (Travis)
Good Feeling è l'album di debutto della band scozzese Travis, pubblicato nel 1997. Il disco è stato prodotto da Steve Lillywhite, celebre per aver collaborato con U2, Simple Minds e Peter Gabriel.

## Tracklist
Tutti i pezzi sono stati scritti da Francis Healy.
1. "All I Want to Do Is Rock" – 3:52
2. "U16 Girls" – 4:00
3. "The Line Is Fine" – 4:04
4. "Good Day to Die" – 3:17
5. "Good Feeling" – 3:24
6. "Midsummer Nights Dreamin'" – 3:54
7. "Tied to the 90's" – 3:08
8. "I Love You Anyways" – 5:30
9. "Happy" – 4:15
10. "More Than Us" – 3:56
11. "Falling Down" – 4:17
12. "Funny Thing" – 5:22

## Formazione
- Francis Healy – voce, chitarra
- Andy Dunlop – chitarra
- Dougie Payne – basso
- Neil Primrose – batteria

## Musicisti aggiuntivi
- Page McConnell - tastiere